# 스티브 매커리

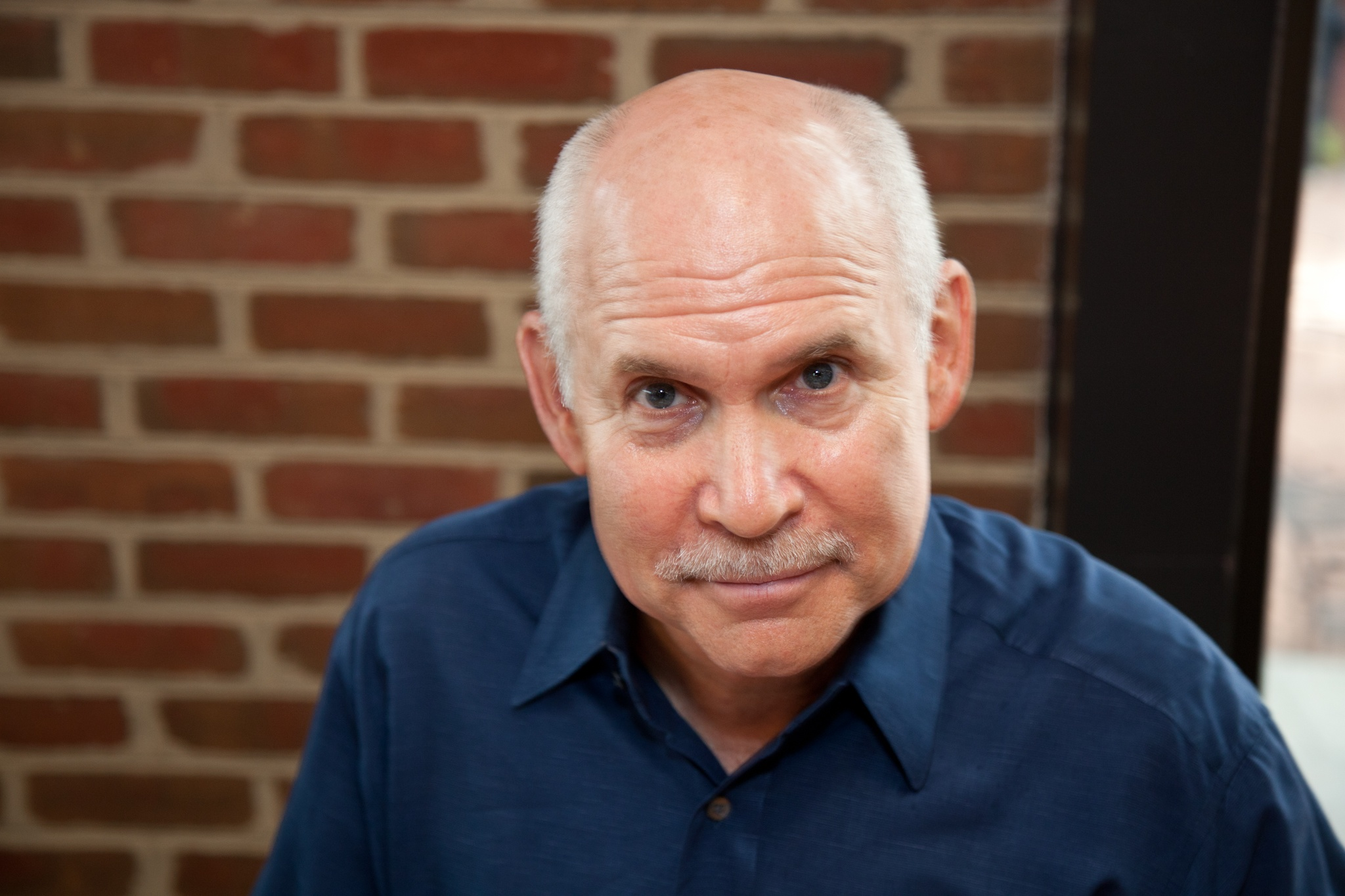
스티브 매커리

스티브 매커리(Steve McCurry, 1950년 2월 24일 ~ )는 미국의 사진가이다. 잡지 〈내셔널 지오그래픽〉에 게재한 아프간 소녀로 잘 알려져 있다. 매커리는 매그넘 포토스의 회원이기도 하다.